# Haut-Ntem
Le département du Haut-Ntem est l'une des cinq subdivisions de la province du Woleu-Ntem, dans le nord du Gabon. Il tire son nom du fleuve Ntem, qui le longe au nord et sert de frontière avec le Cameroun.
Son chef-lieu est Minvoul, sa principale agglomération.
Le Haut-Ntem est majoritairement peuplé de Fangs ainsi que de pygmées.